# 오현우
오현우(1998년 2월 16일 ~ )는 대한민국의 가수다. 2021년 싱글 《이제 헤어지는 건가 봐》로 데뷔했다.

## 방송
- 아무도 모르게 김호중의 파트너 (2020)
- 보이스킹 (2021) - Top40(31위)

## 음반
- 아무도 모르게 김호중의 파트너 Part.2 (2020)
- 아무도 모르게 김호중의 파트너 (2020)
- 이제 헤어지는 건가 봐 (2021)